# Johann Karl Rösler
Johann Karl Rösler (* 3. Februar 1861 in Sächsisch-Regen, Kaisertum Österreich; † 10. Juni 1944 in Hermannstadt, Königreich Rumänien) war ein rumänischer Autor, Übersetzer und Lehrer aus Siebenbürgen.

## Leben
Rösler absolvierte das Gymnasium in Schäßburg, wonach er Theologie und Germanistik in Wien und Bern studierte. Im Februar 1886 trat er in Hermannstadt seine erste Anstellung als Lehrer an. Am Evangelischen Untergymnasium in Sächsisch-Regen arbeitete Rösler von November 1890 bis zu seiner Pensionierung 1926, zuletzt als „Professor“. Hier unterrichtete er die ungarische und deutsche Sprache, Geografie, Geschichte, Religion und Naturgeschichte.

## Veröffentlichungen (Auswahl)
- 1889 erschienen unter seinem Pseudonym „R.H.v.R.“ (Hanno Rösler von Reen) erste Gedichte in Reener Mundart im Siebenbürgischen Volksfreund.
- Weitere Gedichte folgten in der „Festschrift zur Einweihung des Gymnasialgebäudes in sächsisch Reen“ von 1893.
- Die Handlung und Charaktere in Lessings „Emilia Galotti“. Jahresbericht des evangelischen Gymnasiums A. B. in Sächsisch-Regen 1896/97. Programm des Vierklässigen Evangelischen Gymnasiums A.B. und der damit verbundenen Lehranstalten in Szászrégen (Sächsisch-Regen). Krafft, 1897.
- Katalog des Bibliothek des Evangelischen Gymnasium A.B. in Sächsisch-Regen (Szászrégen). Hermannstadt 1907.
- Ottó Herman: Nutzen und Schaden der Vögel. Übersetzt von Rösler, Gera-Reuss 1901.